# Bowmore (Stany Zjednoczone)
Bowmore – jednostka osadnicza w Stanach Zjednoczonych, w stanie Karolina Północna, w hrabstwie Hoke.